# غوردون ميريك
غوردون ميريك (بالإنجليزية: Gordon Merrick)‏ (3 أغسطس 1916، فيلادلفيا في الولايات المتحدة - 27 مارس 1988، كولمبو في سريلانكا)؛ روائي أمريكي.